# Neues Orchester Basel
Das Neue Orchester Basel ist ein in Basel ansässiges Sinfonieorchester. Es wurde im Jahre 1982 von Bela Guyas gegründet und wird von Christian Knüsel geleitet.

## Geschichte
Das Orchester hat seit der Zeit seines Bestehens über 350 Konzerte in Basel und in der Nordwestschweiz veranstaltet. Die rege Konzerttätigkeit in der Region wird ergänzt durch einzelne Auftritte in anderen Schweizer Städten sowie im Ausland. Ein zentrales Anliegen des Orchesters ist die Nachwuchsförderung. Der Klangkörper setzt sich zusammen aus jungen Berufsmusikern und bietet aufstrebenden Solisten eine Plattform.
Ein weiterer wichtiger Aspekt ist die regionale Verankerung. Das Neue Orchester Basel fördert lokale Künstler und veranstaltet Konzerte in der ganzen Region mit einer Preispolitik, die allen Interessierten die Möglichkeit bietet, klassische Musik zu erleben. In zwei Abonnementsreihen werden sieben verschiedene Programme präsentiert, die jeweils in der Martinskirche in Basel sowie an weiteren Konzertorten in der Region Basel erklingen. Zwei Extrakonzerte sowie zwei Gastspiele sind weitere Bestandteile der aktuellen Konzertsaison.
Neben dem Engagement für traditionelle Werte und musikalische Meisterwerke zählt es zu den Prioritäten des Orchesters, mit innovativen Projekten die Kreativität junger Kunstschaffender zu fördern. Deshalb lanciert das NOB immer wieder neue Formate, etwa einen Schreibwettbewerb für Basler Schüler, einen Kompositionsauftrag sowie ein Vermittlungsprojekt, das Jugendliche aus verschiedenen sozialen Schichten zusammenführt. Das NOB ist bestrebt, in weiteren Aktivitäten kulturelles und soziales Engagement zu kombinieren. Kooperationen mit verschiedenen Institutionen sind im Aufbau begriffen, so z. B. mit Altersheimen oder mit der internationalen Organisation PLAYforRIGHTS, die sich über multimediale Vermittlung von Kunst für Menschenrechte einsetzt.